# Paa Livets Skyggeside
Paa Livets Skyggeside er en dansk stumfilm fra 1912 produceret af Filmfabrikken Skandinavien. Filmens instruktør er ukendt.

## Handling
Denne artikel mangler et handlingsreferat. Hjælp os med at skrive det.

## Medvirkende
- Holger-Madsen
- Aage Brandt
- Jørgen Lund
- Ester Jørgensen
- Karla Jørgensen
- Bertha Lindgren